# ГЕС Понг
ГЕС Понг – гідроелектростанція на півночі Індії у штаті Гімачал-Прадеш. Знаходячись між ГЕС Ларджі (вище по течії) та ГЕС Мукеріан I (45 МВт), входить до складу каскаду на річці Біас, яка впадає праворуч до Сатледжу (найбільший лівий доплив Інду). При цьому між станціями Ларджі та Понг також здійснюється відбір ресурсу для дериваційної схеми ГЕС Дехар.
В межах проекту річку перекрили кам’яно-накидною/земляною греблею бетону висотою від тальвегу 101 метрі (від підошви фундаменту – 133 метра) та довжиною 1951 метр, яка потребувала 35 млн м3 матеріалу. Вона утримує водосховище з площею поверхні 260 км2 та об’ємом 8570 млн м3 (корисний об’єм 7290 млн м3),  в якому припустиме коливання рівня поверхні між позначками 384 та 427 метрів НРМ. 
Через шість водоводів діаметром 5 метрів ресурс подається до пригреблевого машинного залу. Останній обладнаний шістьома турбінами типу Френсіс потужністю по 66 МВт, які працюють при напорі від 48 до 95 метрів (номінальний напір 66 метрів) та забезпечують виробництво 1123 млн кВт-год електроенергії на рік.